# فرودگاه ایسلسبرو
فرودگاه ایسلسبرو (به انگلیسی: Islesboro Airport) یک فرودگاه همگانی بهره‌برداری هوایی است که یک باند فرود آسفالت دارد و طول باند آن ۷۳۲ متر است. این فرودگاه در کشور ایالات متحده آمریکا قرار دارد و در ارتفاع ۲۸ متری از سطح دریا واقع شده‌است.